# Sol Posto
Sol Posto é o título de uma obra em poesia do escritor português Adolfo Rodrigues da Costa Portela, publicada em 1896.
Há um poema, "Lugares Santos", publicado em 1896 no semanário ilustrado Branco e Negro (1896).